# Lloma

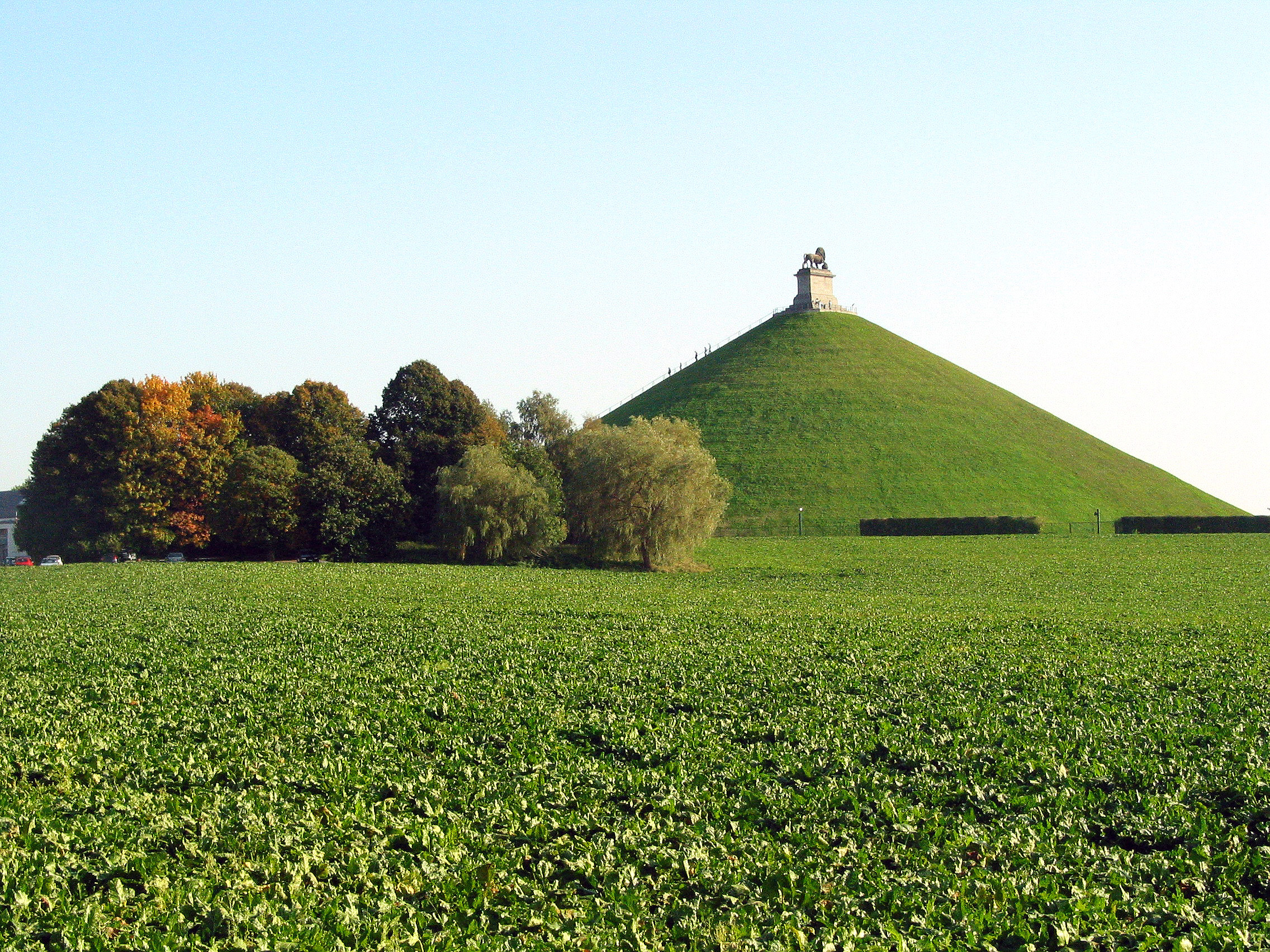
Una lloma artificial situat a Waterloo, Bèlgica, en honor a la batalla allí lliurada.

Una lloma o petit turó, és una elevació del terreny de poca altura i perllongada. De vegades es formen quan les glaceres poleixen una base de roca dura i cristal·lina de gneis o granits, deixant un turó rocós arrodonit amb vegetació escassa.
El sòl de les llomes és bastant variable, sent en la majoria dels casos sorrenc, argilós o pedregós. Hi ha parets rocoses en les esquerdes de les quals s'hi acumula matèria orgànica que possibilita l'augment de plantes típiques adaptades a la humitat temporal.

## Assasinat de Kennedy
Un de les llomes més famoses és la que hi ha prop del punt on fou assassinat John F. Kennedy, el "monticle herbós", a Dealey Plaza del centre de Dallas, Texas. És la font de moltes teories de conspiració destacades sobre les circumstàncies del seu assassinat.